# Cristian Trincado
Cristian Trincado, también conocido como Dr. Trincado (Buenos Aires, 27 de septiembre de 1963)[cita requerida] es un DJ, performer, escritor, investigador, músico y productor argentino, activo a partir de los años ochenta en el circuito nocturno de la ciudad de Buenos Aires.
En 1983, luego de conocer la discoteca New York City, fue contratado por Juan Emilio Guido Buono para formar parte del personal de dancers de dicha discoteca. Más tarde fue contratado cómo DJ en la discoteca Club 100, instalada en Florida al 100.[cita requerida]
En los ochenta formó parte de la agrupación de vodevil Los Peinados Yoli en su formación final. A finales de esa década comenzó a organizar junto con Beto Botta y Sergio Avello las fiestas del Nómade Club, más conocidas como Fiestas Nómades, donde Carla Tintoré daba sus primeros pasos. Luego Trincado y Tintoré se mudaron a la discoteca Age of Communication de Juan Calcarami y fundaron junto con Diego Roca la agrupación DJ Union, el primer grupo de DJs de Buenos Aires.[cita requerida]
Con dicha formación inauguraron Morocco y el Ave Porco, dos bastiones de la escena underground electrónica que derivaron en las masivas Raves que a partir del año 1997 fueron organizadas en Parque Sarmiento. Luego de esa experiencia forma parte junto con otros DJs de las Underground Park, las primeras raves porteñas organizadas por Carla Tintoré. 
En 1996 comenzó a producir música y lanzó el disco "Bueno" a través del sello Sonoridades Amapola, donde más tarde también editó "Arte ó Negocio", el cual fue presentado en Fundación Proa.
En 2010, junto a la antropóloga Guadalupe Gallo realizó un trabajo de investigación sobre los archivos de la cultura nocturna, revisionismo musical y antropológico para el trabajo Superficies de placer: sexo, religión y música electrónica en los pliegues de la transición 1990-2010, el cual finalmente fue editado por Guadalupe Gallo y Pablo Semán a través de la UNSAM. 
En el 2008 protagonizó junto a Carla Tintoré el biodrama teatral Disc Jockey, donde en escena relató sus experiencias en la vida nocturna argentina a través de la labor del disc-jockey.
En 2017 participó junto a Gabo Ferro en una performance realizada en medio del ciclo «Escuchar» en el Museo de Arte Moderno.  

## Actividad como productor y músico
Como productor musical en el año 1994 Daniel Melero lo convocó junto al grupo Estupendo para que produzcan una remezcla de la canción Escarlata del disco Recolección Vacía. Más tarde abrió shows para el grupo Babasonicos a la vez que remezcló algunos de sus temas, lo mismo que Los Natas, quienes lo invitaron a ser residente de su fiesta "El Motoclub de Los Natas".[cita requerida]
En el 2012 fue invitado a musicalizar el hall del Teatro San Martin durante un mes y como cierre invitó a su madre a pasar música junto a él.
En el año 2015 editó a través de la editorial Belleza y Felicidad el libro "Los Discos Nuevos" y en el 2016 la editorial Caballo Negro editó "Del otro lado de la fiesta".
También en 2016 editó DJ Sings The Blues  , un disco donde comienza a poner sus canciones preferidas en su garganta, tal como le gusta decir. El mismo fue presentando en un show en el Teatro Margarita Xirgu, con la participación de más de 20 actores, músicos y performers en escena.  
En el año 2017 el disco DJ Sings The Blues fue nominado para los Premios Carlos Gardel en la categoría Mejor Álbum Música Electrónica.  
En 2022 se editó la tesis sobre noche y cultura de Ernesto Lavedra  por la Universidad Nacional de Quilmes, donde Trincado figura dentro de la configuración de la noche en los años 90.
Cristian Trincado sigue trabajando en el circuito nocturno de Buenos Aires en sitios como Club Namunkura, Requiem, Club Dorado, Niceto Club, Niceto Bar, Artlab, Francisca, Avant Garten y Electric Café, todos en Buenos Aires, Argentina.